# Electroquímica

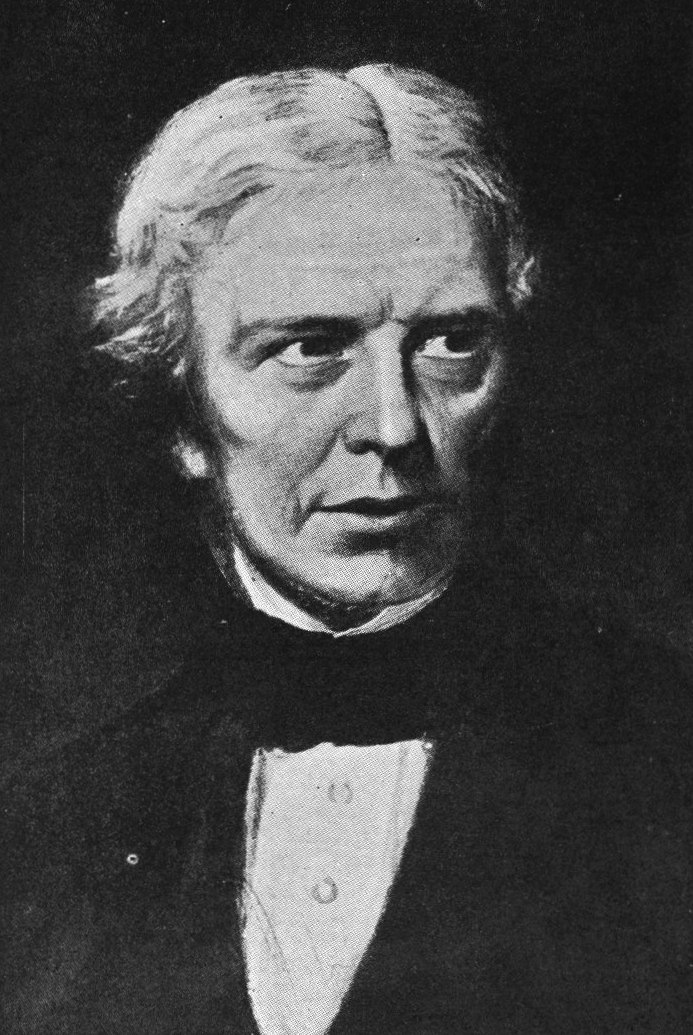
Michael Faraday, físico y químico inglés considerado el fundador de la electroquímica actual.

La electroquímica es una rama de la química que estudia la transformación entre la energía eléctrica y la energía química. En otras palabras, las reacciones químicas que se dan en la interfaz de un conductor eléctrico y un conductor iónico  pudiendo ser una disolución y en algunos casos especiales, un sólido
Si las reacciones químicas son provocadas por una diferencia de potencial aplicada externamente, se hace referencia a una electrólisis. En cambio, si la diferencia de potencial eléctrico es creada como consecuencia de la reacción química, se conoce como un "acumulador de energía eléctrica", también llamado batería o celda galvánica.
Las reacciones químicas en las que se produce una transferencia de electrones entre moléculas se conocen como reacciones redox, y su importancia en la electroquímica es vital, pues mediante este tipo de reacciones se llevan a cabo los procesos que generan electricidad o, en caso contrario, son producidos como consecuencia de ella.
En general, la electroquímica se encarga de estudiar las situaciones donde se dan reacciones de oxidación y reducción encontrándose separadas, físicamente o temporalmente, en un entorno conectado a un circuito eléctrico. Esto último es motivo de estudio de la química analítica, en una subdisciplina conocida como análisis potenciométrico.

## Historia
Charles-Augustin de Coulomb con su teoría de atracción electrostática (electrostática) en 1781 y los estudios de Henry Cavendish, Joseph Priestley y Humphry Davy en Inglaterra, lograron pavimentar el camino hacia el nacimiento científico de la electroquímica.
Es, durante finales del siglo XVIII (Ilustración), cuando el anatomista y médico italiano Luigi Galvani marcó el nacimiento de la electroquímica de forma científica al descubrir el fenómeno que ocurría, al pasar electricidad por las ancas de rana y nuevamente al tocar ambos extremos de los nervios empleando el mismo escalpelo descargado. Dichas observaciones las publicó en su ensayo "De Viribus Electricitatis in Motu Musculari Commentarius" (del Latín por, Comentario acerca del efecto de la electricidad en el movimiento muscular). Es de esta forma que en 1791 propuso la existencia de una sustancia "nervio-eléctrica" existente en toda forma de vida.

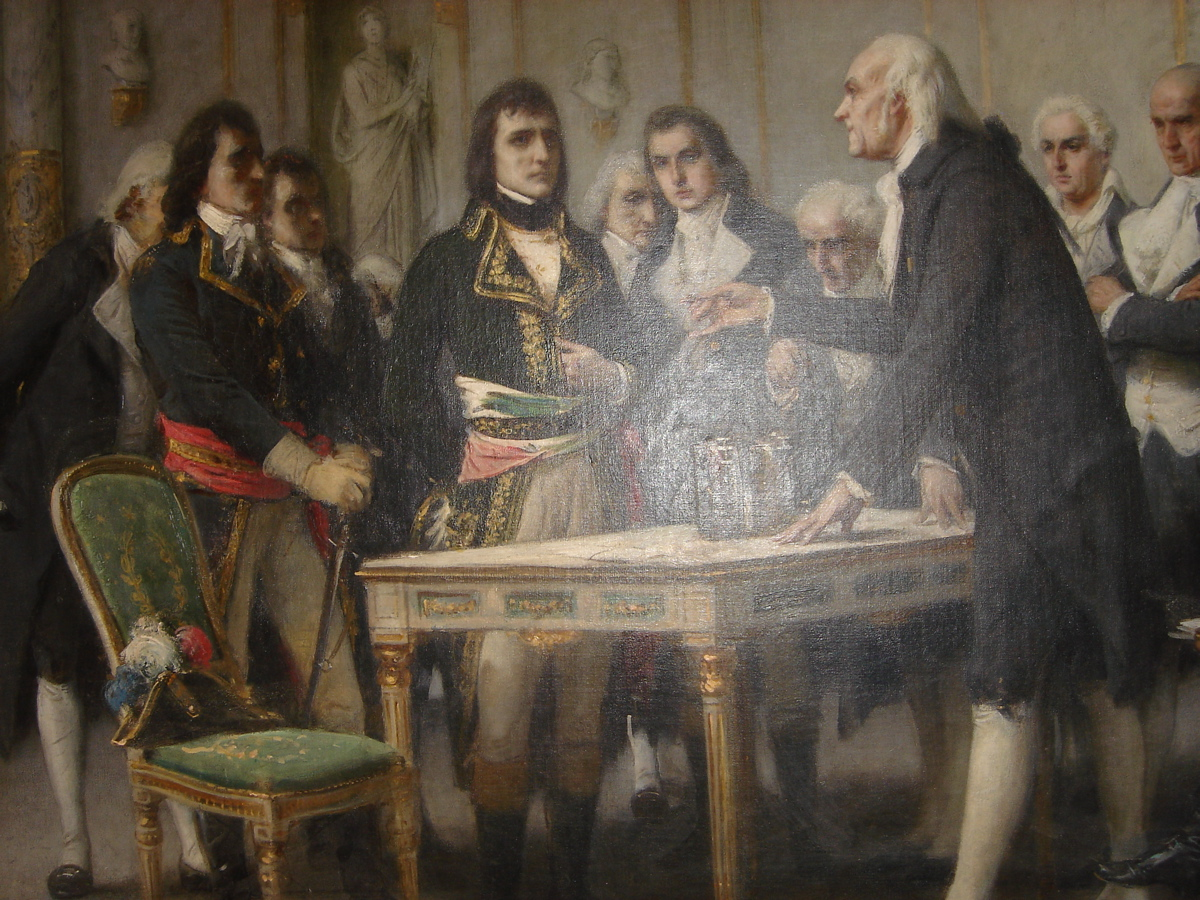
El físico Italiano Alessandro Volta mostrando su "Pila" al emperador francés Napoleón Bonaparte en 1801.

Galvani pensó que esta nueva fuerza vital, era una nueva forma de generación de electricidad natural, además de las ya conocidas por el hombre como la existente en los truenos y relámpagos o en algunos animales como la anguila eléctrica o las rayas eléctricas.
Los aportes posteriores en la fabricación de la primera batería de la época moderna dada por Alessandro Volta permitieron que durante la revolución industrial, científicos connotados como William Nicholson y Johann Wilhelm Ritter fundaran la disciplina de la galvanoplastia. Años más tarde todo ello desembocaría en el descubrimiento de la termoelectricidad por Thomas Johann Seebeck.
Para mediados del siglo XIX, el modelamiento y estudio de la electroquímica, se vieron aclarados por Michael Faraday (leyes de la electrólisis) y John Daniell (pila dependiente solo de iones metálicos Zinc-Cobre). Hacia finales de siglo, dicha disciplina comenzó a influenciar campos tan importantes como las teorías de conductividad de electrolitos, presentado por Svante August Arrhenius y Friedrich Ostwald y subsecuentemente en el modelamiento matemático de las baterías por Walther Hermann Nernst.
A partir del siglo XX, la electroquímica permitió el descubrimiento de la carga del electrón por Millikan, y el establecimiento de la moderna teoría de ácidos y bases de Brønsted y Lowry, así como el estudio de disciplinas tan importantes como las áreas médicas y biológicas con la electroforesis, desarrollada por Arne Tiselius en 1937. 
Dichas contribuciones han permitido que en la actualidad la electroquímica se emparente a temas tan diversos que van desde la electroquímica cuántica de Revaz Dogonadze o Rudolph A. Marcus, hasta las celdas fotovoltáicas y quimioluminiscencia.

## Principios

### Reacciones de reducción-oxidación
Las reacciones de reducción-oxidación son las reacciones de transferencia de electrones. Esta transferencia se produce entre un conjunto de elementos químicos, uno oxidante y uno reductor (una forma reducida y una forma oxidada respectivamente). En dichas reacciones la energía liberada de una reacción espontánea se convierte en electricidad o bien se puede aprovechar para inducir una reacción química no espontánea.

### Equilibrio de las ecuaciones redox
Las reacciones electroquímicas se pueden equilibrar por el método ion-electrón donde la reacción global se divide en dos semirreacciones (una de oxidación y otra de reducción), se efectúa el balance de carga y elemento, agregando H+, OH−, H2O y/o electrones para compensar los cambios de oxidación. 
Antes de empezar a equilibrar se tiene que determinar en qué medio ocurre la reacción, debido a que se procede de una manera en particular para cada medio.

#### Medio ácido
Se explicará por medio de un ejemplo, cuando una sal magnésica reacciona con bismutato de sodio.
- El primer paso es escribir la reacción sin balancear:
  - Reacción sin balancear: {\displaystyle {\ce {Mn^{2+}(aq) + NaBiO3 (s) -> Bi^{3+}(aq) + MnO4^{-}(aq)}}}
- Luego se divide en dos semirreacciones:
  - Semirreacción de oxidación: {\displaystyle {\ce {Mn^{2+}(aq) -> MnO4^{-}(aq)}}}
  - Semirreacción de reducción: {\displaystyle {\ce {BiO3^- (s) -> Bi^{3+}(aq)}}}
- Cada semirreación se balancea de acuerdo con el número y tipo de átomos y cargas. Como estamos en medio ácido los iones H+ se agregan para balancear los átomos de H y se agrega H2O para balancear los átomos de O.
  - Semirreacción de oxidación: {\displaystyle {\ce {4 H2O (l) + Mn^{2+}(aq) -> MnO4^- (aq) + 8 H^+ (aq) + 5 e^-}}}
  - Semirreacción de reducción: {\displaystyle {\ce {2 e^- + 6 H^+ (aq) + BiO_3^- (s) -> Bi^{3+}(aq) + 3 H2O (l)}}}
- Finalmente se multiplica cada semirreacción por un factor para que se cancelen los electrones cuando se sumen ambas semireacciones.
  - Semirreacción de oxidación: {\displaystyle {\ce {8 H2O (l) + 2 Mn^{2+}(aq) -> 2 MnO4^- (aq) + 16 H^+ (aq) + 10 e^-}}}
  - Semirreacción de reducción: {\displaystyle {\ce {10 e^- + 30 H^+ (aq) + 5 BiO3^- (s) -> 5 Bi^{3+}(aq) + 15 H2O (l)}}}
- Reacción balanceada: 
  - {\displaystyle {\ce {14 H^+ (aq) + 2 Mn^{2+}(aq) + 5 NaBiO3 (s) -> 7 H2O (l) + 2 MnO4^- (aq) + 5 Bi^{3+}(aq) + 5 Na^+ (aq)}}}

- En algunos casos es necesario agregar contraiones para terminar de balancear la ecuación. Para este caso, si se conociera el anión de la sal de magnesio, ese sería el contraión. Se agrega por igual de ambos lados de la ecuación lo necesario para terminar de balancearla.

#### Medio básico
También se explicará por medio de un ejemplo, cuando el permanganato de potasio reacciona con el sulfito de sodio.
- El primer paso es escribir la reacción sin balancear:
  - {\displaystyle {\ce {KMnO4 + Na2SO3 + H2O -> MnO2 + Na2SO4 + KOH}}}
- Luego se divide en dos semirreacciones:
  - Semirreacción de reducción: {\displaystyle {\ce {MnO4^- -> MnO2}}}
  - Semirreacción de oxidación: {\displaystyle {\ce {SO3^{2-}-> SO4^{2-}}}}
- Cada semirreación se balancea de acuerdo con el número y tipo de átomos y cargas. Como estamos en medio alcalino los OH− se agregan para balancear los átomos de H y normalmente se agrega la mitad de moléculas de H2O del otro lado de la semirreacción para balancear los átomos de O.
  - Semirreacción de reducción: {\displaystyle {\ce {3 e^- + 2 H2O + MnO4^- -> MnO2 + 4 OH^-}}}
  - Semirreacción de oxidación: {\displaystyle {\ce {2 OH^- + SO3^{2-}-> SO4^{2-}+ H2O + 2 e^-}}}
- Finalmente se multiplica cada semirreación por un factor para que se cancelen los electrones cuando se sumen ambas semireacciones.
  - Semirreacción de reducción: {\displaystyle {\ce {6 e^- + 4 H2O + 2 MnO4^- -> 2 MnO2 + 8 OH^-}}}
  - Semirreacción de oxidación: {\displaystyle {\ce {6 OH^- + 3 SO3^{2-}-> 3 SO4^{2-}+ 3 H2O + 6 e^-}}}
- Ecuación balanceada:
  - {\displaystyle {\ce {2 KMnO4 + 3 Na2SO3 + H2O -> 2 MnO2 + 3 Na2SO4 + 2 KOH}}}
- En este caso se agregaron contraiones para terminar de balancear la ecuación (los cationes K+ y Na+)

## Transporte de masa
En general, es necesario considerar tres tipos de transporte de masa en los sistemas electroquímicos: Difusión, migración  y convección.
1. Difusión: La difusión es el movimiento de las especies debido a un gradiente de concentración. En las reacciones electroquímicas  el gradiente de concentración se debe las reacciones redox que crean una nueva especie en la superficie del electrodo.
2. Migración: Es el movimiento de especies con carga debido a gradientes de potencial.  La corriente de electrones a través del circuito externo debe equilibrarse mediante el paso de iones a través de la solución entre los electrodos (ambos cationes al cátodo y aniones al ánodo). Sin embargo, no es necesariamente una forma importante de transporte de masa para las especies electroactivas, incluso si está cargada. Las fuerzas que conducen a la migración son puramente electrostáticas y, por lo tanto, no discriminan entre los tipos de iones. Como resultado, si la electrólisis se lleva a cabo con un gran exceso de un electrolito inerte en la solución, esto lleva la mayor parte de la carga, y una pequeña cantidad de las especies electroactivas 0 se transporta por migración, es decir, el número de transporte de 0 es bajo.
3. Convección: La convección es el movimiento de las especies debido a un inbalance de fuerzas. En la práctica, la convección generalmente se logra al  inducir un agitador , o agitando la solución electrolítica, o por una corriente de fluido a través de la celda. A veces se obtiene al mover el electrodo. Cuando tales formas de convección forzada están presentes son el  modo predominante de transporte de masa. Es posible llevar a cabo la reacción electroquímica en ausencia de convección utilizando una solución fija en un termostato, pero solo en un corto período de tiempo, digamos menos de 10 s. En una escala de tiempo más larga, la convección natural surge de pequeñas diferencias en la densidad causadas por el cambio químico en la superficie del electrodo.

Existe una ecuación que describe el flux de masa, la cual para coordenadas rectangulares y flujo unidireccional es:
{\displaystyle J(x)=-D_{j}{\partial \ C_{j}(x) \over \partial x}-{{z_{j}F} \over \ RT}D_{j}C_{j}{\partial \ \phi (x) \over \partial x}-{C_{j}\upsilon (x)}}
En la cual J(x) es el flux molar (unidades {\displaystyle mol/cm^{2}s}), el primer término del lado derecho de la igualdad es la transferencia de masa por difusión, el siguiente se debe a la migración y el tercero a la convección.

## Celdas electroquímicas
La celda electroquímica es el dispositivo utilizado para la descomposición mediante corriente eléctrica de sustancias ionizadas denominadas electrolitos o para la producción de electricidad. También se conoce como celda galvánica o voltaica, en honor de los científicos Luigi Galvani y Alessandro Volta, quienes fabricaron las primeras de este tipo a fines del siglo XVIII.

Esquema de la Pila de Daniell. El puente salino (representado por el tubo en forma de U invertida) contiene una disolución de KCl permitiendo la interacción eléctrica entre el ánodo y el cátodo. Las puntas de este deben estar tapadas con pedazos de algodón para evitar que la disolución de KCl contamine los otros contenedores.

Las celdas electroquímicas tienen dos electrodos: el ánodo y el cátodo. El ánodo se define como el electrodo en el que se lleva a cabo la oxidación y el cátodo donde se efectúa la reducción. Los electrodos pueden ser de cualquier material que sea un conductor eléctrico, como metales o semiconductores. También se usa mucho el grafito debido a su conductividad y a su bajo coste. Para completar el circuito eléctrico, las disoluciones se conectan mediante un conductor por el que pasan los cationes y aniones, conocido como puente de sal (o como puente salino). Los cationes disueltos se mueven hacia el cátodo y los aniones hacia el ánodo.
La corriente eléctrica fluye del ánodo al cátodo porque existe una diferencia de potencial eléctrico entre ambos electrolitos. Esa diferencia se mide con la ayuda de un voltímetro y es conocida como el voltaje de la celda. También se denomina fuerza electromotriz (fem) o bien como potencial de celda.
A una celda galvánica cuyo ánodo sea una barra de cinc y el cátodo sea una barra de cobre, ambas sumergidas en soluciones de sus respectivos sulfatos y unidas por un puente salino, se la conoce como pila de Daniell. Sus semirreacciones son estas:
- Reacción anódica: {\displaystyle {\ce {Zn (s) -> Zn^{2+}(aq) + 2 e^- \,}}}
- Reacción catódica: {\displaystyle {\ce {Cu^{2+}(aq) + 2 e^- -> Cu (s)\,}}}
- Reacción neta: {\displaystyle {\ce {Zn (s) + Cu^{2+}(aq) -> Cu (s)+Zn^{2+}(aq)\,}}}

La notación convencional para representar las celdas electroquímicas es un diagrama de celda. En condiciones normales, para la pila de Daniell el diagrama sería:
{\displaystyle {\ce {Zn (s)|Zn^{2+}(1M) || Cu^{2+}(1M) | Cu (s)\,}}}
Este diagrama está definido por: 
- Ánodo {\displaystyle \longrightarrow } Cátodo
- electrodo negativo | electrolito || electrolito | electrodo positivo
- (la barra, "|", indica flujo de electrones y la doble barra, "||", significa puente salino).

La línea vertical representa el límite entre dos fases. La doble línea vertical representa el puente salino. Por convención, el ánodo se escribe primero a la izquierda y los demás componentes aparecen en el mismo orden en que se encuentran al moverse de ánodo a cátodo.

## Potenciales estándar de reducción

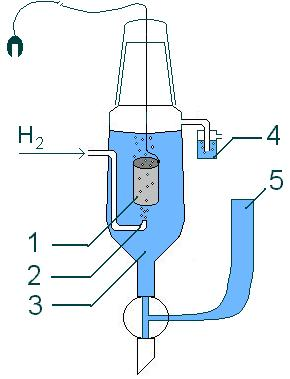
Esquema del EEH. 1. Electrodo de Platino 2. Gas Hidrógeno 3. Solución de HCl (1M) 4. Sifón para prevenir la contaminación de oxígeno 5. Conector donde el segundo elemento de la celda debería ser conectado.

Es posible calcular el potencial estándar de reducción de una celda determinada comparándolo con un electrodo de referencia. El cálculo relaciona el potencial de reducción con la redox. Arbitrariamente se le asignó el valor cero al electrodo de hidrógeno cuando se encuentra en condiciones estándar. En dicho electrodo ocurre la siguiente reacción:
{\displaystyle {\ce {H2 -> 2 H^+ (aq) + 2 e^- \,}}}
La reacción se lleva a cabo burbujeando gas hidrógeno en una disolución de HCl, sobre un electrodo de platino. Las condiciones de este experimento se denominan "estándar" cuando la presión de los gases involucrados es igual a 1 atm., trabajando a una temperatura de 25 °C y las concentraciones de las disoluciones involucradas son igual a 1M. En este caso se denota que:
{\displaystyle {\ce {2 H^+ (aq)(1 M) + 2 e^- -> H2 (1 atm)\,}}}
{\displaystyle E^{\circ }=0,0000{\text{ V}}\,}
Este electrodo también se conoce como electrodo estándar de hidrógeno (EEH) y puede ser conectado a otra celda electroquímica de interés para calcular su potencial de reducción. La polaridad del potencial estándar del electrodo determina si el mismo se está reduciendo u oxidando con respecto al EEH. Cuando se efectúa la medición del potencial de la celda:
- Si el electrodo tiene un potencial positivo significa que se está reduciendo, lo que indica que el EEH está actuando como el ánodo en la celda. Por ejemplo, el Cu en disolución acuosa de CuSO4 con un potencial estándar de reducción de 0,337 V.
- Si el electrodo tiene un potencial negativo significa que se está oxidando, lo que indica que el EEH está actuando como el cátodo en la celda. Por ejemplo, el Zn en disolución acuosa de ZnSO4 con un potencial estándar de reducción de -0,763 V.

Sin embargo, las reacciones son reversibles y el rol de un electrodo en una celda electroquímica en particular depende de la relación del potencial de reducción de ambos electrodos. El potencial estándar de una celda puede ser determinado buscando en una tabla de potenciales de reducción para los electrodos involucrados en la experiencia y se calcula aplicando la siguiente fórmula:
{\displaystyle E_{\rm {celda}}^{\circ }=E_{\rm {red}}^{\circ }(\mathrm {c{\acute {a}}todo} )-E_{\rm {red}}^{\circ }(\mathrm {{\acute {a}}nodo} )\,}
Por ejemplo, para calcular el potencial estándar del electrodo de cobre:
{\displaystyle {\mbox{Diagrama de celda}}\,}
{\displaystyle {\ce {Pt (s)| H2 (1 atm)|H^+ (1 M)|| Cu^{2+}(1 M)|Cu (s)\,}}}
En condiciones estándar la fem (medida con la ayuda de un multímetro) es 0,34 V (este valor representa el potencial de reducción de la celda) y por definición, el potencial del EEH es cero. Entonces el potencial de la celda se calcula resolviendo la siguiente ecuación:
{\displaystyle E_{\rm {celda}}=E_{\rm {Cu^{2+}/Cu}}^{\circ }-E_{\rm {H^{+}/H_{2}}}^{\circ }}
{\displaystyle E_{\rm {Cu^{2+}/Cu}}^{\circ }=0,34{\text{ V}}}
El potencial de oxidación de una celda tiene el mismo módulo que el de reducción, pero con signo contrario. Cambios estequiométricos en la ecuación de la celda no afectan al valor del {\displaystyle E_{\rm {red}}^{\circ }\,} porque el potencial estándar de reducción es una propiedad intensiva.

## Espontaneidad de una reacción redox
La relación del {\displaystyle E_{\rm {celda}}\,} con algunas magnitudes termodinámicas permite conocer la espontaneidad de un proceso determinado. En una celda electroquímica toda la energía química se transforma en energía eléctrica. La carga eléctrica total que pasa a través de la celda es calculada así:
{\displaystyle q=nF\,}
Siendo {\displaystyle F\,} la constante de Faraday y {\displaystyle n\,} el número de moles de electrones. Como la fem es el potencial máximo de la celda y el trabajo eléctrico es la cantidad máxima de trabajo ({\displaystyle W\,}) que se puede desarrollar, se llega a la siguiente igualdad:
{\displaystyle W_{\rm {el{\acute {e}}ctrico}}=qE_{\rm {celda}}^{\rm {o}}\,}
{\displaystyle W_{\rm {max}}=W_{\rm {el{\acute {e}}ctrico}}\,}
{\displaystyle W_{\rm {max}}=-nFE_{\rm {celda}}\,}
La energía libre de Gibbs es la energía libre para hacer trabajo, eso significa que el cambio de energía libre representa la cantidad máxima de trabajo útil que se obtiene de la reacción:
{\displaystyle \Delta G=-nFE_{\rm {celda}}\,}
Si {\displaystyle \Delta G<0} significa que la reacción es espontánea. Para que ocurra eso, se debe cumplir que {\displaystyle E_{\rm {celda}}>0}. En caso contrario la reacción no ocurre. Para valores negativos de {\displaystyle \Delta G\,} muy próximos a cero es posible que la reacción tampoco proceda debido a otros factores, como por ejemplo el fenómeno de sobretensión.
Una reacción espontánea puede ser utilizada para generar energía eléctrica, no es nada más ni nada menos que una pila de combustible. Mientras que a una reacción no espontánea se le debe aplicar un potencial eléctrico suficiente para que la misma se lleve a cabo. Este fenómeno es conocido como electrólisis.
En una celda electroquímica, la relación entre la constante de equilibrio, {\displaystyle K}, y la energía libre de Gibbs se puede expresar de la siguiente manera:
{\displaystyle \Delta G=-RT\ln K=-nFE_{\rm {celda}}\,}
Despejando la {\displaystyle E_{\rm {celda}}\,} se obtiene:
{\displaystyle E_{\rm {celda}}={\frac {RT}{nF}}\ln K\,}
Aplicando el logaritmo decimal de K y suponiendo que la reacción se lleva a cabo a T = 298 K (25 °C), finalmente llegamos a la siguiente expresión:
{\displaystyle E_{\rm {celda}}={\frac {0,0592\ \mathrm {V} }{n}}\log K\,}

## Corrosión

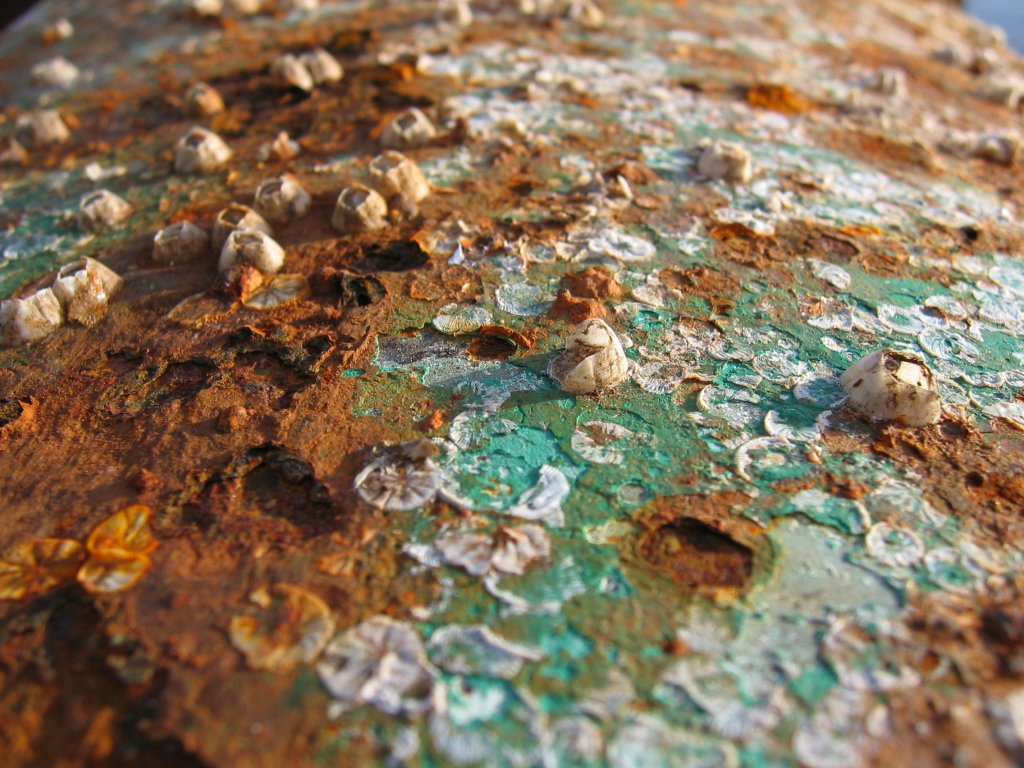
Oxidación del metal.

La corrosión es definida como el deterioro de un material a consecuencia de un ataque electroquímico por su entorno. De manera más general puede entenderse como la tendencia general que tienen los materiales a buscar su forma más estable o de menor energía interna. Siempre que la corrosión esté originada por una reacción electroquímica (oxidación), la velocidad a la que tiene lugar dependerá en alguna medida de la temperatura, la salinidad del fluido en contacto con el metal y las propiedades de los metales en cuestión. Otros materiales no metálicos también sufren corrosión mediante otros mecanismos.
La corrosión puede ser mediante una reacción química (redox) en la que intervienen dos factores: 
- la pieza manufacturada (la concepción de la pieza: forma, tratamiento, montaje)
- el ambiente (por ejemplo, un ambiente cerrado es menos propenso a la corrosión que un ambiente abierto)

O por medio de una reacción electroquímica
Los más conocidos son las alteraciones químicas de los metales a causa del aire, como la herrumbre del hierro y el acero o la formación de pátina verde en el cobre y sus aleaciones (bronce, latón).

### Corrosión del hierro
En condiciones atmosféricas ambientales, el hierro se cubre de una capa de solución electrolítica (humedad y aire del ambiente) y la película de óxido no lo protege adecuadamente porque no es capaz de evitar el acceso de los iones hasta el metal. Además esta capa es quebradiza y permite la penetración de la solución electrolítica. Cuando esto ocurre esto se cree que se llevan a cabo los siguientes procesos electroquímicos:
- Cuando una parte de la película metálica se quiebra actúa como ánodo liberando electrones, y la corrosión procede:

{\displaystyle {\ce {Fe(s) -> Fe^{2+}(aq) + 2 e^- \,}}}
- Los electrones son transferidos desde el hierro reduciendo el oxígeno atmosférico en agua en el cátodo en otra región de la película metálica:

{\displaystyle {\ce {O2 (g) + 4 H^+ (aq) + 4 e^- -> 2 H2O (l) \,}}}
- Reacción global:

{\displaystyle {\ce {2 Fe (s) + O2 (g) + 4 H^+ (aq) -> 2 Fe^{2+}(aq) + 2 H2O (l) \,}}}
- La fem estándar para la oxidación del hierro:

{\displaystyle E^{\rm {o}}=E_{\rm {c{\acute {a}}todo}}^{\rm {o}}-E_{\rm {{\acute {a}}nodo}}^{\rm {o}}\,}
{\displaystyle E^{\rm {o}}=1,23\ \mathrm {V} -(-0,44\ \mathrm {V} )=1,67\ \mathrm {V} \,}
La corrosión del hierro se lleva a cabo en medio ácido; los H+ provienen de la reacción entre el dióxido de carbono y del agua de la atmósfera, formando ácido carbónico. Los iones Fe2+ se oxidan según la siguiente ecuación:
{\displaystyle 4\,\mathrm {Fe^{2+}\,(aq)} +\mathrm {O_{2}\,(g)} +(4+2x)\,\mathrm {H_{2}O\,(l)} \rightarrow 2\,\mathrm {Fe_{2}O_{3}} +x\,\mathrm {H_{2}O\,(s)} +8\,\mathrm {H^{+}\,(aq)} \,}

### Aproximación a la corrosión de los metales
La corrosión de los metales es un fenómeno natural que ocurre debido a la inestabilidad termodinámica de la mayoría de los metales. En efecto, salvo raras excepciones (el oro, el hierro de origen meteorítico) los metales están presentes en la Tierra en forma de óxido, en los minerales (como la bauxita si es aluminio, la hematita si es hierro...). Desde la prehistoria, toda la metalurgia ha consistido en reducir los óxidos en bajos hornos, luego en altos hornos, para fabricar el metal. La corrosión, de hecho, es el regreso del metal a su estado natural, el óxido.araña

### Protección contra la corrosión
Es conveniente proteger a los materiales (metales principalmente) de la corrosión ya que la misma genera pérdidas económicas importantes. Una de las formas de protección son las películas protectoras, que deben cumplir ciertas condiciones. Estas películas deben ser: inertes continuas, estar firmemente adheridas al material y ser capaces de regenerarse a sí mismas en caso de ruptura.
Se pueden influir en los parámetros que alteren la velocidad de la corrosión (como la concepción de la pieza y el ambiente) y también en la reacción química misma para proteger al material. Además, la presencia de Inhibidores de la corrosión, de ánodos de sacrificio y de la aplicación de procesos como la galvanoplastia ayudan a proteger al material de la corrosión.

#### Corrosión atmosférica del acero al bajo carbono
Una investigación reciente analizó el impacto ambiental en la corrosión del acero al bajo carbono en una región tropical de la zona central de Costa Rica, enfocándose en cómo la velocidad de corrosión varía según el ángulo de exposición. Para ello, se colocaron probetas en cinco ángulos distintos (0°, 30°, 45°, 60° y 90°) en tres estaciones distribuidas en el Valle Central. Durante el estudio, se midieron factores ambientales como la humedad, el tiempo de humectación, la temperatura y la presencia de contaminantes atmosféricos, incluyendo sulfatos y cloruros. Los resultados principales revelaron un aumento lineal en la corrosión a medida que el ángulo de exposición disminuye respecto a la horizontal. Además, la corrosión resultó ser uniforme en ángulos menores a 60°, mientras que en ángulos mayores se observó una corrosión parcial, especialmente en superficies protegidas. La clasificación de corrosividad de esta zona se determinó como urbana leve tipo C2, de acuerdo con la normativa ISO.

## Aplicaciones
Hay varias aplicaciones electroquímicas importantes en el marco de la naturaleza y de la industria. La generación de energía química en la fotosíntesis es también un proceso electroquímico, así como la producción de metales como aluminio y titanio y en el proceso de galvanización con metales.
En el mecanismo de los alcoholímetros también aparece la electroquímica, donde un metal se oxida mediante electro deposición y se detecta el nivel de alcohol de los conductores ebrios gracias a la redox del etanol.
Los impulsos nerviosos en las neuronas están basados en la energía eléctrica generada por el movimiento de los iones de sodio y potasio hacia dentro y hacia afuera de las células. Ciertas especies de animales, como las anguilas, pueden generar un fuerte potencial eléctrico capaz de incapacitar animales mucho mayores que las mismas.